# Archibald Acheson (2e comte de Gosford)
Pour les articles homonymes, voir Archibald Acheson, Acheson et Gosford.
Archibald Acheson, 2e comte de Gosford, né le 1er août 1776 et mort le 27 mars 1849 à Markethill, est un homme politique britannique. 
Il sert à titre de lieutenant-gouverneur du Bas-Canada et de gouverneur général de l'Amérique du Nord britannique de 1835 à 1838.

## Biographie

### Carrière politique au Royaume-Uni
Archibald Acheson est né à Markethill dans le comté d'Armagh en Irlande. À partir de 1798, il est député à la Chambre des communes d'Irlande, puis de 1801 à 1807 à celle du Royaume-Uni; à la mort de son père en 1807 il acquiert le titre de comte de Gosford. Il entre dans la Chambre des lords en 1811 où il appuie le parti whig. Il est nommé lord-lieutenant du comté d'Armagh en 1831 et favorise la conciliation avec les catholiques. Il accède au Conseil privé en 1834.

### Gouverneur général de l'Amérique du Nord britannique
En 1835, Gosford devient le gouverneur en chef de l’Amérique du Nord britannique et président d'une Commission d’enquête sur les problèmes politiques du Bas-Canada. Cette commission a pour but de trouver une solution au conflit qui oppose les représentants de la Couronne et les réformistes, menés par Louis-Joseph Papineau, Étienne Parent et plus tard, Louis-Hyppolyte Lafontaine. Cependant le roi Guillaume IV donne à Gosford des instructions précises lui interdisant de même considérer de rendre électif le Conseil législatif, ce qui est une des principales demandes des réformistes. Quand cet empêchement est connu au début de 1836, il cause une polarisation de l'Assemblée législative qui refuse de voter les crédits financiers.
Gosford tente de jouer un rôle de conciliateur face aux leaders francophones. Il s'attire ainsi l'hostilité de certains Britanniques et la confiance de certains Canadiens-français comme Étienne Parent. Par exemple, il se porte attentifs aux demandes des Canadiens et adopte la plupart des projets de loi présentés par l'Assemblée et établit officiellement le diocèse de Montréal, bien qu'il eût été érigé quelques années auparavant.
La commission Gosford dépose son rapport en novembre 1836. La réponse de Londres prend la forme des 10 résolutions de lord Russell, leader de la Chambre des communes et futur Premier ministre. Ces propositions rejettent les plus importantes demandes des patriotes. Gosford prêche la modération face au radicalisme grandissant de Louis-Joseph Papineau.
En 1837, lorsque Papineau organise un rallye contre Lord Russell après que le leader whig a rejeté les 92 résolutions, Gosford interdit les rassemblements publics. Devant la montée de l'agitation dans les régions rurales, il fait venir des renforts militaires des Maritimes. Au mois d'août de la même année, il dissout l'Assemblée législative lorsque le Parti patriote refuse de voter son budget.
Au mois de novembre, Gosford constate que la rébellion du Bas-Canada est en cours de préparation et fait arrêter plusieurs partisans de Papineau, tandis que ce dernier s'échappe aux États-Unis. Le mois suivant, il offre une récompense pour la capture de Papineau et décrète la loi martiale au Bas-Canada.
Isolé et souffrant de la goutte, Gosford donne sa démission en novembre 1837, et celle-ci est acceptée en janvier suivant. Il revient au Royaume-Uni en mars 1838. Les pouvoirs sont alors assumés par le major général John Colborne, commandant des troupes au Canada. Gosford continue de s'intéresser au Canada et s'oppose au projet d'Union de 1840. Il meurt en 1849.

## Distinctions
- Ordre du Bain

## Postérité
Il apparait comme personnage dans le roman de Jules Verne Famille-Sans-Nom

## Écrits
- Papers relative to the affairs of Lower Canada, Londres, 1838 (correspondance entre Gosford et Glenelg)
- Reports of the Commissioners appointed to Inquire into the Grievances Complained of in Lower Canada, Londres, 1837